# Болгаро-эстонские отношения
Болгаро-эстонские отношения — двусторонние дипломатические отношения между Болгарией и Эстонией. Эстония имеет генеральное консульство в Софии и консульство в Бургасе. Болгария имеет генеральное консульство в Таллине. Обе страны являются полноправными членами НАТО и Европейского Союза, а также участвуют в Инициативе трёх морей.

## История
Эстония ранее была частью Советского Союза, а Болгария входила в Организацию Варшавского договора. Болгария впервые признала Эстонию 20 мая 1922 года. Повторное признание произошло 26 августа 1991 года. Обе страны восстановили дипломатические отношения 10 сентября 1991 года.